# Хутия (село)
Хутия (абх. Хутия, груз. ხუტია) — село в Абхазии, в Гулрыпшском районе частично признанной Республики Абхазия, согласно административному делению Грузии — в Гульрипшском муниципалитете Абхазской Автономной Республики в долине реки Кодор.

## Население
В 1959 году в селе Хутия жило 142 человека, в основном грузины (в Ажарском сельсовете в целом — 3239 человек, также в основном грузины). В 1989 году в селе жило 83 человека, также в основном грузины (сваны). По данным переписи населения Грузии 2002 года, в селе Хутия (на момент переписи контролировавшимся властями Грузии) проживало 101 человек.